# ТЕС Актау
43°35′49″ пн. ш. 51°17′19″ сх. д. / 43.59694° пн. ш. 51.28861° сх. д.
ТЕС Актау — теплова електростанція на заході Казахстану в прикаспійському місті Актау. Первісно було відома як ТЕЦ-3.
В 1983, 1984 та 1990 роках на майданчику станції стали до ладу три енергоблоки потужністю 200 МВт, 210 МВт та 215 МВт відповідно. У кожному з них встановлений паровий котел виробництва Таганрозького котельного заводу типу ТГМЕ-206 продуктивністю 670 тон пари на годину та парова турбіна від Ленінградського металічного заводу – типу К-210-130-3 у блоках №1 та №2 і типу К-215-130-1 у блоці №3.
ТЕС використовує природний газ, що надходить до регіону по трубопроводу Жанаозен – Актау.
Для охолодження використовують морську воду, що надходить з насосної станції Актауської ТЕЦ-2.  
Видача продукції відбувається по ЛЕП, що працюють під напругою 220 кВ.